# Bremer Beiträge zur Münz- und Geldgeschichte
Die Bremer Beiträge zur Münz- und Geldgeschichte sind eine numismatische Publikationsreihe, die seit 1997 erscheint. Herausgeber ist die Bremer Numismatische Gesellschaft, die ihren Sitz in Bremen in der Parkallee 42 hat. 2021 kam Band 12 der Reihe heraus.
Band 1, 3, 4 und 6 befassten sich 1997, 2001, 2005 und 2009 mit Allgemeine Numismatik, Antike, Mittelalter, Neuzeit; Medaillen. Neben diesen allgemeinen Schwerpunktsetzungen befassten sich die Autoren mit Bremen, so in Band 2 (1998) mit Bremer Notmünzen und Marken und in Band 9 (2014) mit Deutsche Geldgeschichte – dargestellt am Beispiel Bremens, aber auch mit den Münzverhältnissen in der Nachbarschaft, wie den Münzstätten der Welfen (Band 5: Oberharzer Jetons aus den Münzstätten der Welfen, 2006) und den Münzen Lüneburgs (Band 7: Die Münzen der Stadt Lüneburg 1293–1777, 2012).
Andererseits wurde in zwei Bänden Asien als Schwerpunktthema gewählt, so in Band 8: Arabo-Sasanidische Drachmen (2012) und im zuletzt erschienenen Band 10: Catalog of Pre-Modern Central Asian Coins 1680–1923, 2017. Im November 2020 erschien der Band 11: Maldives Local Coins 1070–1331 AH / AD 1660–1913, ein Corpus und wie Band 10 ebenfalls in englischer Sprache.
Band 12 erschien im Juni 2021 in deutscher Sprache. Dieses Mal geht es um das griechische Arkadien: „Arkadien – die Münzstätten und Münzen von der archaischen bis zur hellenistischen Epoche“, der Autor ist Burkhard Traeger. Ebenfalls vom Autor Burkhard Traeger ist im Mai 2024 der Band 13 erschienen. In diesem Band geht es um griechische Münzen von Phleious: „Die antiken Münzen von Phleious – Weinland und Nabel der Peloponnes“.